# تل مريبيط
تل مريبيط هو موقع أثري من العصر الحجري الحديث الثقيل يبلغ طوله حوالي 8 كيلومتر (5 ميل) شمال مدينة صور، لبنان. تقع في وادي قريب من القاسمية على الضفة الشمالية لنهر الليطاني. قام بجمع المواد إ. باسيمارد وهي محفوظة في المتحف الوطني في بيروت. وهي تتألف من أدوات ثقيلة وخشنة وعادة ما تكون ثنائية الجانب وغير محددة التاريخ والتي تم تشبيهها بمواد العصر الحجري الحديث الثقيلة الأخرى في حضارة القرعون.